# Banyuurip (Klego)
Banyuurip is een bestuurslaag in het regentschap Boyolali van de provincie Midden-Java, Indonesië. Banyuurip telt 3526 inwoners (volkstelling 2010).